# Поузен (Мичиген)
Поузен (енгл. Posen) град је у америчкој савезној држави Мичиген.

## Демографија
По попису из 2010. године број становника је 234, што је 58 (-19,9%) становника мање него 2000. године.
| Група             | 2000.       | 2010.       |
| Белци             | 274 (93,8%) | 225 (96,2%) |
| Афроамериканци    | 11 (3,8%)   | 0 (0,0%)    |
| Азијати           | 0 (0,0%)    | 0 (0,0%)    |
| Хиспаноамериканци | 1 (0,3%)    | 0 (0,0%)    |
| Укупно            | 292         | 234         |